# Schefflera harmsii
Schefflera harmsii es una especie de fanerógama en la familia de Araliaceae. 

## Distribución y hábitat
Es endémica de Perú y Ecuador. 

## Taxonomía
Schefflera harmsii fue descrito por James Francis Macbride y publicado en Fieldiana, Botany 13(5/1): 31. 1959.
Etimología
Schefflera nombre genérico que fue nombrado en honor del botánico alemán del siglo XIX Jacob Christian Scheffler, que escribió sobre el género Asarum.
harmsii: epíteto otorgado en honor del botánico alemán Hermann August Theodor Harms.
Sinonimia
- Didymopanax weberbaueri Harms	[4][5]